# Коари (микрорегион)

Коари на карте.

Коари (порт. Microrregião de Coari) — микрорегион в Бразилии. входит в штат Амазонас. Составная часть мезорегиона Центр штата Амазонас. Население составляет 152 163 человека на 2010 год. Занимает площадь 111 590,302 км². Плотность населения — 1,36 чел./км².

## Демография
Согласно сведениям, собранным в ходе переписи 2010 г. Национальным институтом географии и статистики (IBGE), население микрорегиона составляет:
| Полное население                             | Полное население                             | Полное население                             | Полное население                             | 152 163 |
| -------------------------------------------- | -------------------------------------------- | -------------------------------------------- | -------------------------------------------- | ------- |
| в том числе:                                 | Городское население                          | 92 549                                       | Процент городского населения, %              | 60,82   |
|                                              | Сельское население                           | 59 614                                       | Процент сельского населения, %               | 39,18   |
|                                              | Мужское население                            | 79 498                                       | Процент мужского населения, %                | 52,25   |
|                                              | Женское население                            | 72 665                                       | Процент женского населения, %                | 47,75   |
| Плотность населения, чел/км²                 | Плотность населения, чел/км²                 | Плотность населения, чел/км²                 | Плотность населения, чел/км²                 | 1,36    |
| Население микрорегиона в % к населению штата | Население микрорегиона в % к населению штата | Население микрорегиона в % к населению штата | Население микрорегиона в % к населению штата | 4,37    |

## Состав микрорегиона
В составе микрорегиона включены следующие муниципалитеты:
1. Анаман
2. Анори
3. Берури
4. Каапиранга
5. Коари
6. Кодажас